# Bourron-Marlotte
Bourron-Marlotte – miejscowość i gmina we Francji, w regionie Île-de-France, w departamencie Sekwana i Marna.
Według danych na rok 1990 gminę zamieszkiwały 2424 osoby, a gęstość zaludnienia wynosiła 215 osób/km² (wśród 1287 gmin regionu Île-de-France Bourron-Marlotte plasuje się na 444. miejscu pod względem liczby ludności, natomiast pod względem powierzchni na miejscu 315.).